# Ploso (Purwantoro)
Ploso is een bestuurslaag in het regentschap Wonogiri van de provincie Midden-Java, Indonesië. Ploso telt 3406 inwoners (volkstelling 2010).